# 貢恰里哈 (舊西尼亞瓦區)
49°40′39″N 27°44′31″E / 49.67750°N 27.74194°E
洪恰里哈（烏克蘭語：Гончариха）是位於烏克蘭西部的村莊，由赫梅利尼茨基州裡赫梅利尼茨基區的舊西尼亞瓦市鎮負責管轄。該村始建於1908年，面積1.19平方公里，海拔高度284米，2001年人口184，人口密度每平方公里154.1人。